# Код Адамара

Матриця точкового коду Адамара [32, 6, 16] для коду Ріда–Маллера (1, 5) з космічного зонда NASA «Марінер-9»

Операція XOR
Тут білі поля позначають 0, а червоні — 1

Код Адамара — завадостійкий код, який використовується для виявлення і корекції помилок під час передавання повідомлень через дуже шумні й ненадійні канали. У 1971 році код було використано для передавання на Землю фотографій Марса з космічного зонда NASA «Марінер-9».
Через його унікальні математичні властивості код Адамара використовується не тільки інженерами, але й інтенсивно вивчається в теорії кодування, математиці та теоретичній інформатиці.
Код Адамара названо на честь французького математика Жака Адамара. Він також відомий під назвами код Уолша, сімейство Уолша, і код Уолша–Адамара на визнання внеску американського математика Джозефа Леонарда Уолша.
Код Адамара є прикладом лінійного коду на двійковому алфавіті, який перетворює повідомлення довжини {\displaystyle k} на кодові слова довжини {\displaystyle 2^{k}}. Він відрізняється тим, що кожне ненульове кодове слово має вагу Геммінга рівно {\displaystyle 2^{k-1}}, отже відстань коду також дорівнює {\displaystyle 2^{k-1}}. У стандартній нотації теорії кодування для блокових кодів, код Адамара є кодом {\displaystyle [2^{k},k,2^{k-1}]_{2}}, що означає лінійний код на двійковому алфавіті, що має довжину блока {\displaystyle 2^{k}}, довжину повідомлення (або розмірність) {\displaystyle k}і найменшу відстань {\displaystyle 2^{k}/2}. Довжина блока дуже велика, порівняно з довжиною повідомлення, завдяки чому помилки можуть бути виправлені за значного шуму. Проколотий код Адамара — покращена версія коду Адамара; він є кодом {\displaystyle [2^{k},k+1,2^{k-1}]_{2}}, тому, має трохи кращу швидкість, зберігаючи відносну відстань {\displaystyle 1/2}, і таким чином переважає в практичних застосуваннях. Проколотий код Адамара збігається з кодом Ріда-Маллера першого порядку на двійковому алфавіті.
Як правило, коди Адамара ґрунтуються на побудованих Сильвестром матрицях Адамара, але термін «код Адамара» також використовується для позначення кодів, побудованих з довільних матриць Адамара, які не обов'язково є Сильвестрового типу. В загальному випадку, такий код не є лінійним. Такі коди було вперше побудовано Р. Ч. Бозе і Ш. Ш. Шриханде у 1959 році. Якщо {\displaystyle n} — розмір матриці Адамара, то код має параметри {\displaystyle (n,2n,n/2)_{2}}, отже, це не обов'язково лінійний двійковий код з {\displaystyle 2n} кодових слів з довжиною блока {\displaystyle n} і мінімальною відстанню {\displaystyle n/2}. Схеми побудови і розшифровки, описані нижче, застосовні для довільного {\displaystyle n}, але властивість лінійності та ідентичності з кодом Ріда-Маллера досягається лише, якщо {\displaystyle n} є степенем 2 і якщо матриця Адамара еквівалентна матриці, побудованій методом Сильвестра.
Код Адамара є локально декодовним кодом, який дозволяє відновити частини початкового повідомлення з високою ймовірністю, якщо отримано лише невелику частину кодового слова. Це дозволяє застосовувати його в теорії обчислювальної складності та особливо при розробці ймовірнісних доведень. Оскільки відносна відстань коду Адамара {\displaystyle {\frac {1}{2}}}, як правило, можна сподіватися на відновлення за не більше ніж {\displaystyle {\frac {1}{4}}} помилок. Однак, використовуючи спискове декодування, можна обчислити короткий список можливих повідомлень-кандидатів, поки в прийнятому слові пошкоджено менше ніж {\displaystyle {\frac {1}{2}}-\epsilon } біт.
У каналах телефонного зв'язку з множинним доступом з кодовим поділом (CDMA) код Адамара називають кодом Волша, і використовують для визначення індивідуальних каналів зв'язку. Зазвичай в літературі з CDMA кодові слова називають «кодами». Кожен користувач використовує різні кодові слова, або «коди», для модуляції свого сигналу. Оскільки кодові слова Волша є математично ортогональні, то сигнал, кодований за Волшем, сприймається мобільним терміналом стандарту CDMA як випадковий шум, якщо термінал використовує пароль, відмінний від використаного для кодування вхідного сигналу.

## Побудова
Хоча всі коди Адамара ґрунтуються на матрицях Адамара, побудова може дещо відрізнятися, залежно від наукового напрямку, автора і призначення. Інженери, які використовують коди для передавання даних і теоретики кодування, аналізуючи екстремальні властивості кодів, як правило, потребують якомога вищої швидкості коду, навіть якщо побудова буде математично менш елегантною.
З іншого боку, для багатьох застосувань кодів Адамара в галузі теоретичної інформатики досягнення оптимальної швидкості є не таким важливим, тому надається перевага простішим способам їх побудови, оскільки тоді вони можуть бути проаналізовані більш елегантно.

### Побудова з використанням внутрішнього добутку
Коли дано двійкове повідомлення {\displaystyle x\in \{0,1\}^{k}} довжини {\displaystyle k}, код Адамара кодує повідомлення у кодове слово {\displaystyle {\text{Had}}(x)} використовуючи функцію кодування {\displaystyle {\text{Had}}:\{0,1\}^{k}\to \{0,1\}^{2^{k}}.} Ця функція використовує внутрішній добуток {\displaystyle \langle x,y\rangle } двох векторів {\displaystyle x,y\in \{0,1\}^{k}}, який визначається таким чином:
{\displaystyle \langle x,y\rangle =\sum _{i=1}^{k}x_{i}y_{i}\ {\bmod {\ }}2\,.}
Потім кодування Адамара {\displaystyle x} визначається як послідовність всіх внутрішніх добутків з {\displaystyle x}:
{\displaystyle {\text{Had}}(x)={\Big (}\langle x,y\rangle {\Big )}_{y\in \{0,1\}^{k}}}
Як вже згадувалося вище, на практиці використовується проколотий код Адамара, оскільки власне код Адамара є дещо марнотратним. Це пояснюється тим, що, якщо перший біт {\displaystyle y} дорівнює нулю, {\displaystyle y_{1}=0} тоді внутрішній добуток не містить ніякої інформації про {\displaystyle x_{1}} і, отже, неможливо повністю розшифрувати {\displaystyle x} з цих позицій кодового слова. З іншого боку, коли кодове слово обмежене позицією, де {\displaystyle y_{1}=1} ще можна повністю розшифрувати {\displaystyle x}. Отже, є сенс обмежити код Адамара з цих позицій, що породжує проколотий код Адамара для {\displaystyle x}; тобто, {\displaystyle {\text{pHad}}(x)={\Big (}\langle x,y\rangle {\Big )}_{y\in \{1\}\times \{0,1\}^{k-1}}}.